# Ukita (Klan)

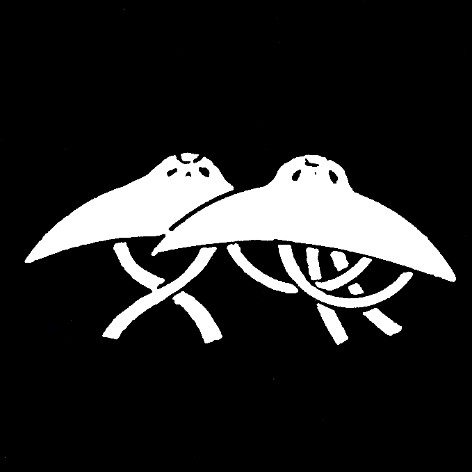
Wappen der Sakazaki

Die Ukita (japanisch 宇喜多氏, Ukita-shi) waren eine Familie des japanischen Schwertadels (Buke), die sich von Kojima Takanori (児島 高徳; 14. Jahrhundert) und damit von den Seiwa-Genji ableiteten.

## Genealogie

### Hauptlinie
- Yoshiie (能家; † 1534) war ein Vasall des Urakami Muramune, Daimyō der Provinz Mimasaka. Muramunes Sohn Munekage ließ in töten.
- Naoie (直家; 1529–1582), Yoshiies Enkel, diente erst Munekage, wandte sich dann jedoch gegen diesen, der in die Provinz Sanuki fliehen musste. Dann löste Naoie sich von Nakayama Nobumasa und seinem Schwager Tanigawa Hisataka und wurde so alleiniger Herrscher in der Provinz Bizen. Als er sich dann gegen die Mōri wehren musste, bat er Oda Nobunaga um Hilfe, der ihn in seinem Besitz bestätigte.
- Hideie (秀家; 1573–1655) war zu seines Vaters Tod noch ein Kind und wurde von Toyotomi Hideyoshi aufgezogen. Als dieser Frieden mit den Mōri schloss, gab er die Provinz Mimasaka den Ukita. Zur Zeit des Korea-Feldzuges ernannte Hideyoshi Hideie zum obersten Feldherrn.
Nach Hideyoshis Tod stellte sich Hideie gegen Tokugawa Ieyasu und eroberte die Burg Fushimi. Als die beiden Armeen in der Provinz Mino aufeinander trafen, plante Hideie einen Nachtangriff, aber sein Partner Ishida Mitsunari lehnte ab. Nach der Niederlage in der Schlacht von Sekigahara floh Hideie in die Provinz Satsuma. Er verlor dabei seine Domäne Okayama mit einem Einkommen von 475.000 Koku.
Zu Beginn des Jahres 1603 verriet Shimazu Yoshihiro Hideies Versteck an Ieyasu, der ihn – gerade Shogun geworden – zunächst zum Tode verurteilte, ihn dann aber zusammen mit seinem Sohn Hidekatsu ins Exil auf die Insel Hachijōjima verbannte. Nach Ankunft auf der Insel schor Hideie sein Haupt und nannte sich Raifu. Er starb dort erst im hohen Alter.

### Seitenlinie
- Tadaie (忠家), ein Bruder Naoies.
- Akiie (詮家; † 1616), Tadaies Sohn, diente Naoie, dann Hideie und schließlich Tokugawa Ieyasu, der ihm nach der Schlacht von Sekigahara die Domäne Tsuwano als Lehen mit 30.000 Koku gab. Er nahm daraufhin den Namen Sakazaki Naomori (坂崎 直盛) an. Der Überlieferung nach befreite er Ieyasus Enkelin Senhime bei der Belagerung von Ōsaka, als er aber dafür nicht deren versprochene Hand erhielt, versuchte er ihren Raub, wobei er starb.[2]